# Pedro Amorim
Pedro Amorim (Senhor do Bonfim, Brasil, 13 de octubre de 1919-Río de Janeiro, Brasil, 25 de septiembre de 1989) fue un futbolista de Brasil que jugó en la posición de delantero.

## Carrera

### Club
| Periodo   | Club          |
| --------- | ------------- |
| 1938      | EC Bahia      |
| 1939–1948 | Fluminense FC |

### Selección nacional
Jugó para Brasil en seis ocasiones de 1940 a 1942 y anotó tres goles; participó en dos ediciones de la Copa América. También jugó para Río de Janeiro con quien ganó el campeonato brasileño de selecciones estaduales en 1946.

## Logros

### Club
- Campeonato Baiano: 1938
- Campeonato Carioca: 1940, 1941, 1946
- Torneio Extra: 1941
- Torneio Início do Campeonato Carioca: 1940, 1941, 1943

### Selección estadual
- Campeonato Brasileño de Selecciones Estaduales: 1946